# Los Titanes (Uruguay)
Los Titanes es un balneario uruguayo del departamento de Canelones. Forma parte del municipio de La Floresta. 

## Ubicación
El balneario se encuentra localizado al sur del departamento de Canelones, sobre las costas del Río de la Plata, a la altura del km 64 de la ruta Interbalnearia. Limita al oeste con el balneario San Luis y al este con el balneario La Tuna. Es uno de los balnearios que conforman la Costa de Oro uruguaya.

## Población
El balneario cuenta con una población permanente de 153 habitantes según el censo oficial de 2011.
| 50            | 61 | 82 | 112 | 106 | 153 |
| (Fuente: INE) |    |    |     |     |     |

## Breve historia
El balneario Los Titanes fue inicialmente fundado por Carlos Bernardo González Pecotche, creador de la ciencia Logosofía junto con los estudiantes de la época de esta ciencia. El objetivo fue recaudar fondos para poder comprar una sede de estudio en Montevideo, la cual hasta el momento sigue siendo utilizada.
El área era parte de una estancia de propiedad del Sr. Manuel de la Fuente que fue donada con tales fines. 
A los Titanes (km 65 de la rutal interbalnearia) se entra por la calle 11 de agosto que conduce a la costa.  Hay una plaza en el centro del balneario, frente a la cual se ubica el Club.